# 東京都道122号三鷹停車場線
東京都道122号三鷹停車場線（とうきょうとどう122ごう みたかていしゃじょうせん）とは三鷹駅南口から東京都道121号武蔵野調布線（三鷹通り）交点に至る、かつて存在した一般都道である。1999年3月31日に路線廃止され、三鷹市に移管された。

## 路線データ
- 起点 : 三鷹駅
- 終点 : 武蔵野調布線交点

## 沿革
- 1961年（昭和36年）3月15日 - 一般都道「三鷹停車場線」路線認定[1]
  - 整理番号 : 70
  - 起点 : 三鷹駅
  - 終点 : 武蔵野調布線交点
- 1966年（昭和41年）4月1日 - 整理番号を70から122に変更[2]
- 1999年（平成11年）3月31日 - 路線廃止[3]

## 地理

### 通過する自治体
- 東京都
  - 三鷹市